# جون بيهان (أكاديمي)
جون بيهان (بالإنجليزية: John Behan)‏ هو أكاديمي أسترالي، ولد في 8 مايو 1881، وتوفي في 30 سبتمبر 1957.